# Johann Georg Üblhör
Johann Georg Üblhör, auch Ueblher, Üblher, Übelherr, Ybelher u. a. (* 23. März 1703 in Wessobrunn; † 27. April 1763 in Maria Steinbach) war ein deutscher Stuckateur und Bildhauer.

## Leben

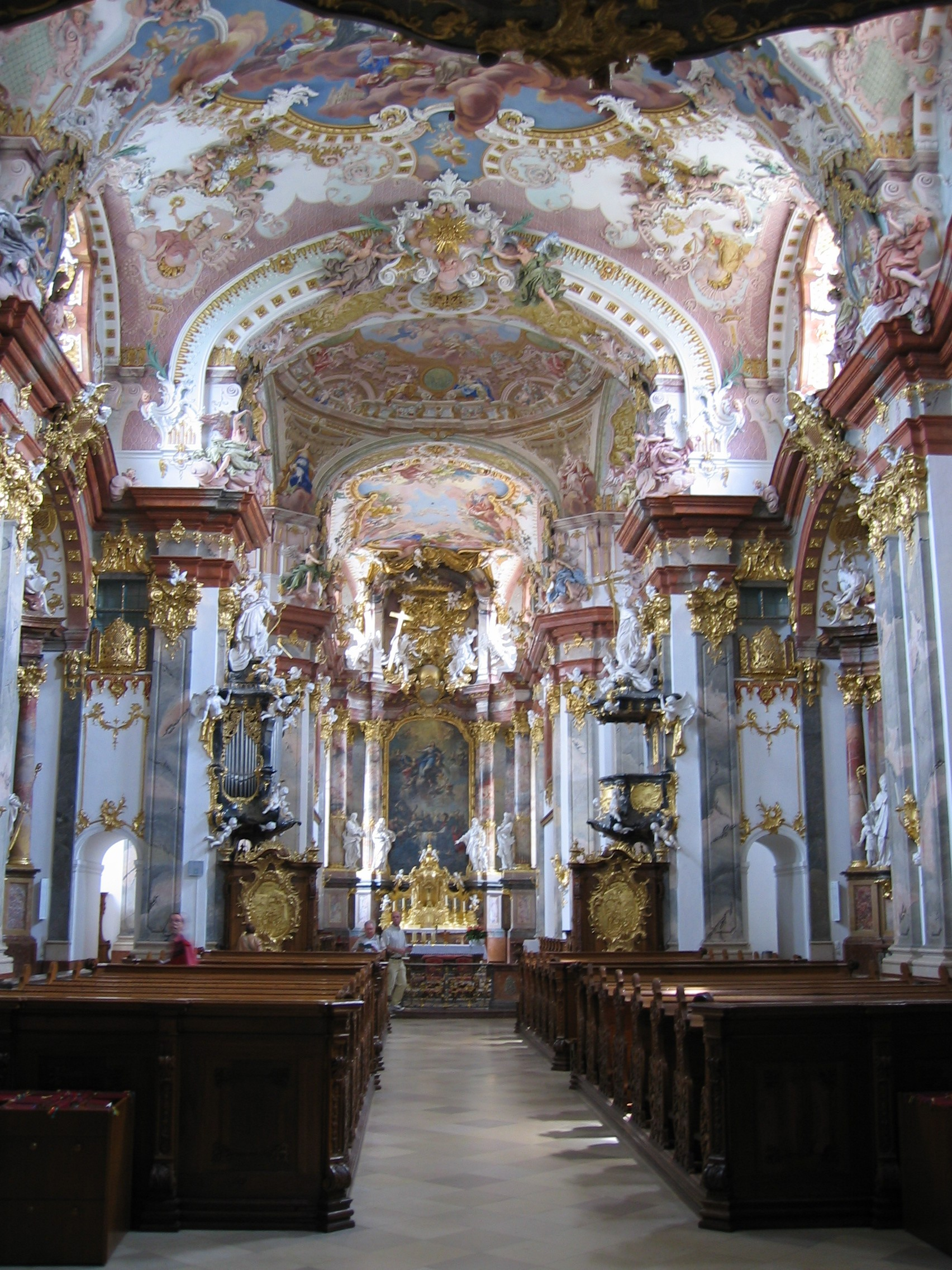
Inneres der Stiftskirche von Stift Wilhering

Johann Georg stammte aus der zweiten Ehe des Zimmerers Veit Üblher mit Katharina Stiller; er wurde am 23. März 1703 auf den Namen Georg getauft. In der älteren Literatur findet sich das Geburtsdatum 21. April 1700, das auf einer Verwechslung mit einem kurz nach der Geburt verstorbenen, entfernt verwandten Johann Georg Üblher beruht. Seine Ausbildung erhielt er vermutlich in Werkstätten der Wessobrunner Schule um Johann Baptist Zimmermann, auch im Kreis der höfischen Münchner Dekorationskunst um Cuvilliés dem Älteren. 1741 heiratete er eine Tochter des Wessobrunner Architekten Joseph Schmuzer. Der 1761 verwitwete Matthäus Günther heiratete 1763 die Witwe seines Wessobrunner Freundes.
1744 und erneut 1758 wird er als Hofstukkator des Kemptener Fürstabtes Anselm Reichlin von Meldegg genannt. Häufig arbeitete er mit den Wessobrunner Brüdern Franz Xaver Feuchtmayer und Johann Michael Feuchtmayer dem Jüngeren zusammen. In der Zusammenarbeit mit ihnen übernahm Üblhör in der Regel die figural-plastischen Arbeiten. Die noch mit Johann Michael Feuchtmayer vereinbarte gemeinsame Ausstattung der Wallfahrtskirche Vierzehnheiligen führte Feuchtmayer nach Üblhörs Tod alleine durch.

## Werke

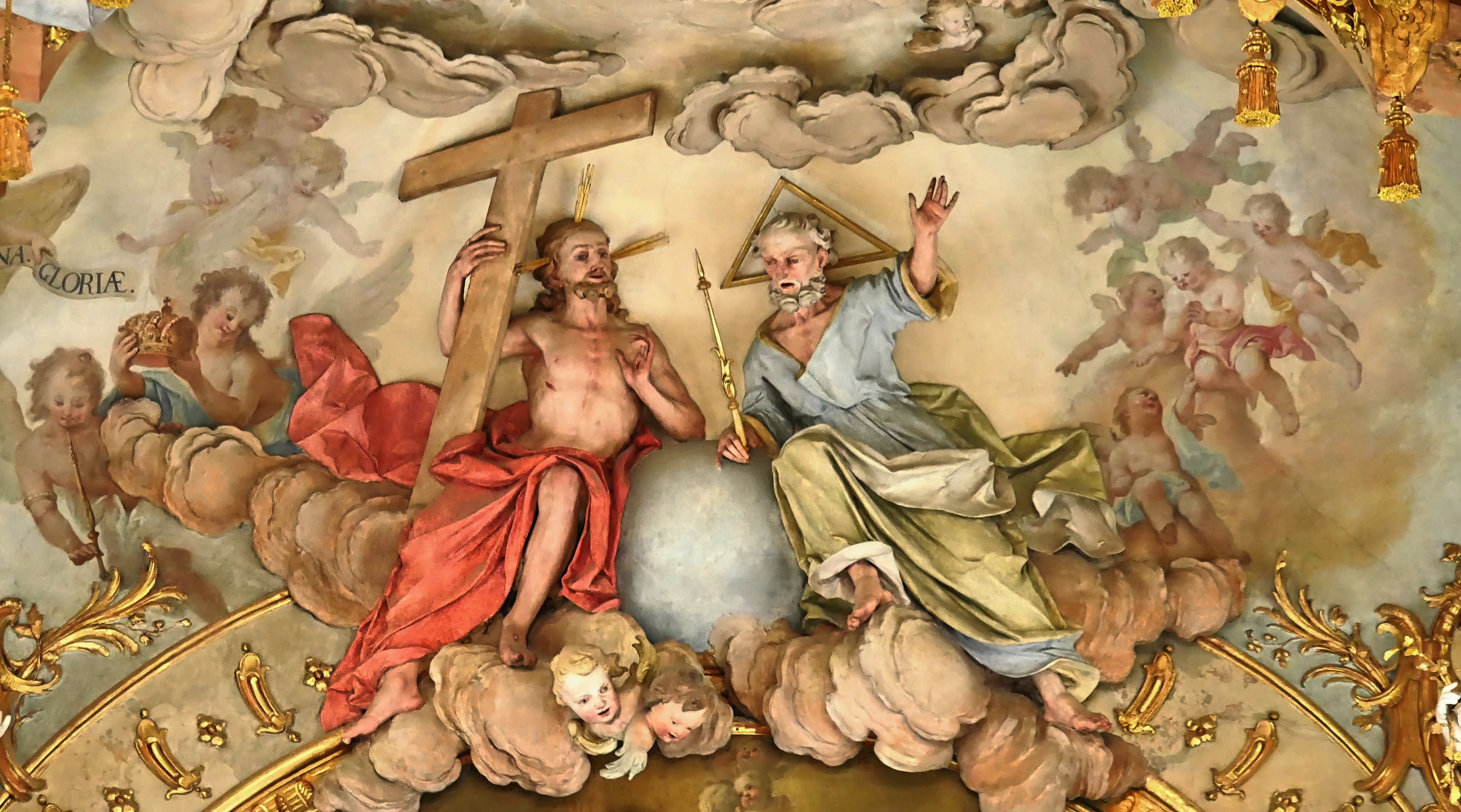
Wallfahrtskirche Maria Steinbach: Gottvater und Sohn einer Dreifaltigkeitsdarstellung über dem Hochaltar

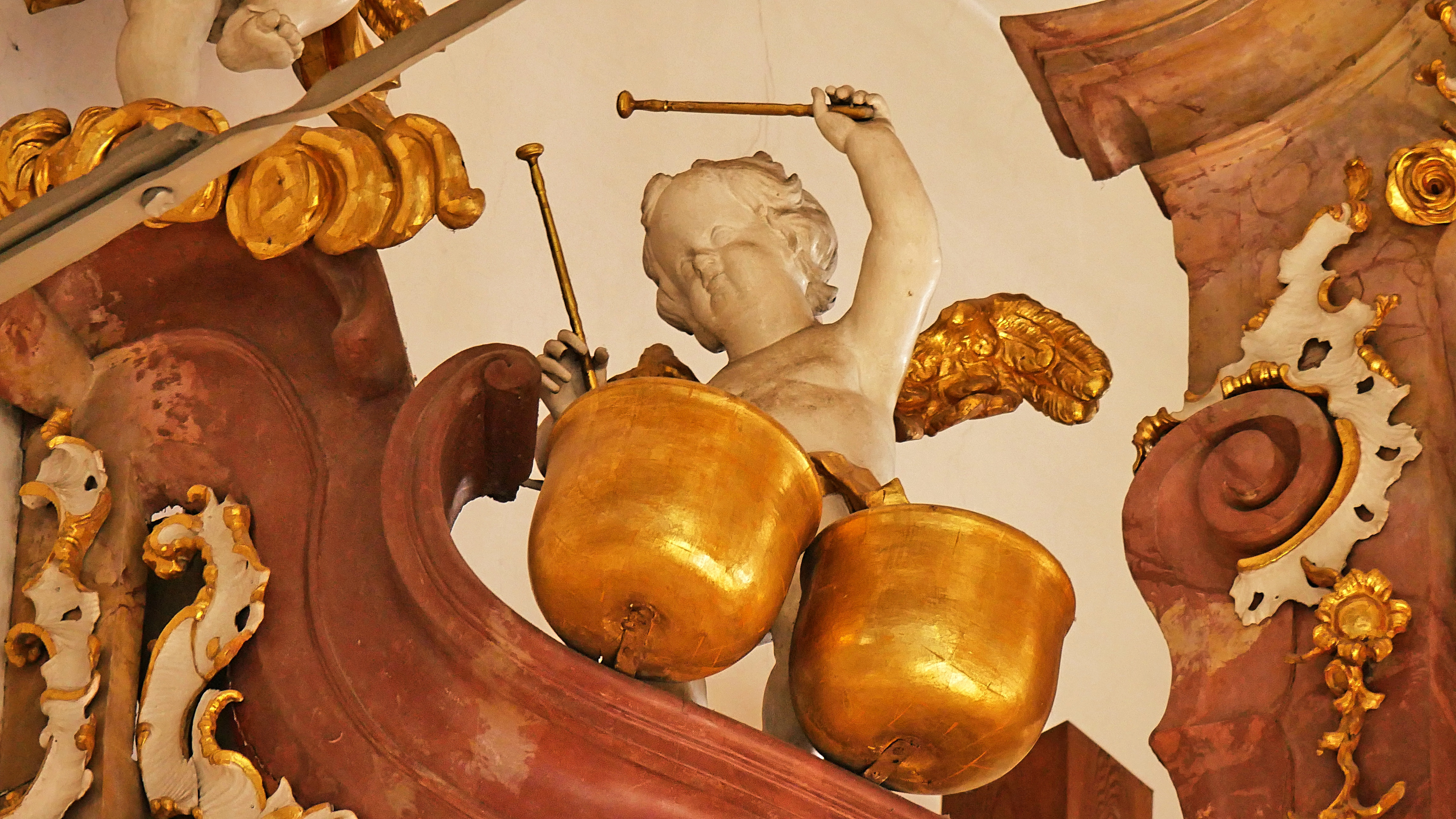
Putto über der Orgel in der Wallfahrtskirche Maria Steinbach

- Ausschmückung der Reichen Zimmer in der Münchner Residenz unter Johann Baptist Zimmermann (1730–1733)
- Stuckierung des Marienmünsters Dießen mit den Gebrüdern Feuchtmayer (1736/38)
- Fürstäbtliches Appartement im Fürststift Kempten (1737/38), Thron- und Festsaal (1743–1745) sowie Arbeiten in der Stiftskirche, darunter Sebastiansaltar (1747/48), Laurentius- und Marienaltar (1758/59), Grabmäler von Fürstäbten (1760)
- Stift Wilhering, ab 1741 zusammen mit Johann Michael Feuchtmayer, 1745 bis 1751 vier Hochaltarfiguren, Chororgel, Kanzel (1745/46), Seitenaltarfiguren, Musikchor, Apostelkreuze, Ausstuckierung der Sakristei (1746)
- Stuckierung der Altäre in der barocken Klosterkirche von Kloster Münsterschwarzach, zusammen mit Johann Michael Feuchtmayer (1743/49), zerstört
- Hochaltar, zwei Chornebenaltäre und Ausführung der Langhausaltäre in der Abteikirche von Kloster Amorbach mit Johann Michael Feuchtmayer sowie Josef und Michael Schäffler (1746/47)
- Stuckierung des Hauptraumes der Benediktiner-Abteikirche Mariä Himmelfahrt von Kloster Ettal zusammen mit Franz Xaver Schmuzer (1748–1752)
- Stuckaturen in der St. Rasso (Grafrath) (1752–1759)
- Stuckfiguren der Altäre und Kanzel in der Stiftskirche von Stift Engelszell (ab 1758)
- Stuck, die beiden Kanzeln, die Seitenaltäre und der Hochaltar in der Wallfahrtskirche Maria Steinbach (1760–63)